# 湘南農業協同組合
湘南農業協同組合（しょうなんのうぎょうきょうどうくみあい）は、神奈川県伊勢原市田中に本店を置く農業協同組合。平塚市、伊勢原市、中郡大磯町及び二宮町を管轄地域としている。通称JA湘南。

## 沿革
- 1966年3月1日 - 平塚市内10農業協同組合のうち7農業協同組合が合併して平塚市中央農業協同組合を設立。
- 1969年3月 - 4農業協同組合（平塚大野、神田、大磯町、二宮町）と合併。
- 1990年9月 - 平塚市農業協同組合と合併。
- 1991年7月 - 湘南農業協同組合に改称。
- 2019年11月 - 伊勢原市農業協同組合を吸収合併。本店を平塚市八重咲町から伊勢原市田中に移転。

## 店舗
- 本店、豊田支店、金田支店、城島支店、岡崎支店、土沢支店、金目支店、旭支店、大野支店、中原支店、四之宮支店、八幡支店、神田支店、大磯支店、二宮町支店、平塚支店、伊勢原支店、大山支店、高部屋支店、成瀬支店、石田支店、比々多支店、大田支店

### 過去に存在した店舗
- 大磯東支店（2021年3月26日閉店） - 大磯支店と統合。
- 八重咲支店（2021年4月9日閉店） - 平塚支店に移転して統合。
- いせはら駅前支店（2021年6月25日閉店） - 大田支店と統合。

## 直売所
地域内には14か所の直売所がある。その代表的なものとして、平塚市寺田縄にある大型農産物直売所、「あさつゆ広場」がある。同直売所は売り場面積300平方メートルを有し、地元農産物や平塚漁港で水揚げされた鮮魚などを販売している。その他、イベントなどであさつゆ広場による出張直売所が開設されることがある。

## 事業
- 信用事業（JAバンク）
- 共済事業（JA共済）
- 経済事業 - 販売事業・購買事業・指導事業
- 介護保険事業
- 直売所

## 関連会社
- 平塚くみあい商事株式会社
  - 業務内容：不動産関連事業
  - 設立年月日：1988年3月1日
  - 資本金：3,000万円
  - 出資比率：100％
- いせはらクミアイ産業株式会社
  - 業務内容：不動産の管理経営・賃貸借・売買・仲介の業務等
  - 設立年月日：1976年（昭和51年）12月6日
  - 資本金：3,000万円
  - 出資比率：100％